# Christian Kröger
Christian Kröger (* 1955 in Rinteln) ist ein deutscher Sportwissenschaftler und Volleyballtrainer.

## Werdegang
Kröger studierte zwischen 1976 und 1981 an der Freien Universität Berlin die Fächer Pädagogik, Psychologie und Sport für das Lehramt. Ab 1982 war er als Wissenschaftlicher Angestellter am Institut für Sportwissenschaft der Universität Bayreuth tätig, dort wurde 1986 seine Doktorarbeit mit dem Titel Zur drop-out-Problematik im Jugendleistungssport eine Längsschnittuntersuchung in der Sportart Volleyball angenommen. Er wurde an der Universität Bayreuth zum Akademischen Rat befördert und war als solcher bis 1991 Mitarbeiter des Instituts für Sportwissenschaft.
1991 wechselte Kröger an das Institut für Sport und Sportwissenschaften der Christian-Albrechts-Universität zu Kiel, war dort als Akademischer Rat, später als Akademischer Oberrat beschäftigt. Schwerpunkt von Krögers Lehr- und Forschungstätigkeit waren Spielsportarten, insbesondere Volleyball und Basketball. Kröger brachte mehrere Volleyball-Lehrbücher heraus, darunter Volleyball: ein spielgemäßes Vermittlungsmodell (2010), Volleyball drills: optimiertes Training für alle Basistechniken (2014) und die Veröffentlichungsreihe Volleyballstunden. 2013 veröffentlichte er die Erkenntnisse einer Längsschnittbetrachtung zum Thema Spielstrukturen im Beach-Volleyball: eine modelltheoretische Betrachtung des Sideout.
Kröger befasste sich im Bereich der Sportspielvermittlung des Weiteren mit einem sportartübergreifenden Lernansatz, veröffentlichte gemeinsam mit Klaus Roth und Daniel Memmert 2002 das Werk Ballschule – Rückschlagspiele, 2011 mit Roth das Buch Ballschule: ein ABC für Spielanfänger sowie 2017 als alleiniger Verfasser das Buch Ballkoordination: Praxisempfehlungen für Fortgeschrittene. Den Ansatz der Ballschule übertrug er in Zusammenarbeit mit Vereinen, darunter SV Werder Bremen, VfL Wolfsburg, THW Kiel und FC St. Pauli, in die Praxis. Ein weiteres Themenfeld in Krögers wissenschaftlicher Tätigkeit war die Schulsportforschung.
Als Volleyballtrainer betreute Kröger jahrelang die Kieler Hochschulauswahlen, die 2003 und 2004 unter seiner Leitung im Beach-Volleyball jeweils bei den Frauen und Männern die Deutsche Hochschulmeisterschaft gewannen. Beim Allgemeinen Deutschen Hochschulverband war er zwischen November 2003 und November 2005 als Disziplinchef für die Sportart Volleyball verantwortlich und als Manager für die deutschen Delegationen bei der Hochschulweltmeisterschaft 2004 und bei der Sommer-Universiade 2005 zuständig.
Er war an der Christian-Albrechts-Universität zu Kiel jahrelang Organisator eines Volleyballturniers mit Wettkämpfen im Freien, in der Halle und auf Sand. Als Volleyballausbilder war Kröger lange im Auftrag des Weltverbandes FIVB bei Veranstaltungen in unterschiedlichen afrikanischen, asiatischen, karibischen und ozeanischen Ländern tätig.